# クラウディオ・カニーヒア
- クラウディオ・カニージャ

クラウディオ・パウル・カニーヒア（スペイン語: Claudio Paul Caniggia, 1967年1月9日 - ）は、アルゼンチン出身の元サッカー選手であり、元同国代表。ポジションはフォワード。アルゼンチン代表として、50試合に出場した。カニーヒアはFIFAワールドカップに3度出場し、ライバルチームであるCAリーベル・プレートとボカ・ジュニアーズの双方でプレーした。フィジカルの強さと高い技術力を兼ね備えたストライカーであり、スピードの速さで知られていた。サッカー選手としての活動を開始する以前には、地方の競技大会の100メートル走などにも参加していた。彼は高い得点力に加えて、アシストなどチャンスを創出する能力にも優れており、そのためしばしば司令塔やセンターフォワードなどのポジションでもプレーした。

## クラブ経歴
1985年にリーベル・プレートのトップチームに昇格。当時から瞬間的なスピードとドリブルの技術で知られており、1986年には国内リーグ、コパ・リベルタドーレス、インターコンチネンタルカップ、コパ・インテラメリカーナ優勝を経験した。
1988年にイタリアのエラス・ヴェローナFCへ移籍し、1989年からはアタランタBCでプレー。
1992年にASローマに移籍し、コパ・イタリア準決勝ではACミランを破るゴールを決め、決勝進出に貢献した。
1993年3月21日に行われたSSCナポリ戦後の尿検査の結果、コカインが検出され、リーグの懲罰委員会により13か月の出場停止処分が科せられた。
処分明け後の1994年8月、ASローマと大手食品会社のパルマラットとの合意によりポルトガルのSLベンフィカへ移籍。UEFAチャンピオンズリーグ 1994-95ではチームのベスト8進出に貢献した。
1995年1月、リーベル・プレートと伝統的にライバル関係にあるボカ・ジュニアーズへ移籍した。代表のチームメイトであるマラドーナと共にプレーし、自身のキャリアの中でも充実した時間を過ごし、1998年5月31日に行われたヒムナシア・イ・ティロ戦を最後に退団した
1999年8月、セリエBに所属していた古巣のアタランタBCと契約したが、監督のジョヴァンニ・ヴァヴァッソリとの意見の相違を理由に、1シーズン限りで退団。
2000年10月、スコットランドのダンディーFCと契約。ダンディーでは好調なプレーを維持したことから、2001年1月に契約期間を2年半に延長した。
2001年5月、スコットランドのレンジャーズFCと契約。レンジャーズではスコティッシュ・プレミアリーグ、2度のスコティッシュリーグカップ、
2度のスコティッシュカップ優勝に貢献した。2001-02シーズンのスコティッシュリーグカップ決勝、エア・ユナイテッドFC戦では2得点を挙げる活躍を見せた。
2003年にカタールのカタールSCでプレーをした後、2005年に現役を引退した。2012年6月、イングランド9部リーグのウェンブリーFCで現役復帰を果たし、レイ・パーラー、マーティン・キーオン、グレアム・ル・ソー、ブライアン・マクブライドらとともにプレー。同年、再び現役を引退した。

## 代表経歴
アルゼンチン代表としては1987年6月7日に行われたイタリア代表との国際親善試合でデビュー。同年6月から7月にかけて母国アルゼンチンで行われたコパ・アメリカ1987のグループリーグ第2戦、エクアドル代表戦で初得点を決めた。
1990年にイタリアで開催された1990 FIFAワールドカップでは、ディエゴ・マラドーナと2トップを組み、決勝トーナメント1回戦のブラジル代表戦では、マラドーナのスルーパスからブラジルを破るゴールを挙げた。自身は後のインタビューで「私のキャリアにおいて最も重要な得点だ。なぜなら長年に渡るライバルチームとの対戦で、終始劣勢に立たされた状況の中であげた得点だからだ」と語っている。準決勝のイタリア代表戦でもヘディングシュートを決め決勝進出に貢献したが、この試合で不用意なハンドを犯し、累積警告により決勝戦の出場は叶わなかった。このハンドについては「私のキャリアにおいて最も挫折を味わった瞬間のひとつ」と語っている。
翌1991年にチリで開催されたコパ・アメリカ1991では、新たに代表入りをしたガブリエル・バティストゥータとのコンビで優勝に貢献。自身はグループリーグの初戦のベネズエラ代表戦、第3戦のパラグアイ代表戦でそれぞれ1得点、合計2得点をあげた
所属クラブでのコカイン服用の処分のためコパ・アメリカ1993の優勝メンバーには名を連ねることはできなかったが、処分明け後に代表に復帰すると、1994 FIFAワールドカップグループリーグ第2戦のナイジェリア代表戦で2得点をあげる活躍を見せた。続くグループリーグ第3戦のブルガリア代表戦は怪我のため途中退場、決勝トーナメント1回戦のルーマニア代表戦では出場機会はなく、チームも敗退した。
アメリカ大会後、新たに監督に就任したダニエル・パサレラから選手達に課せられていた「長髪禁止令」について、これを受け入れる意向を示し、1996年には3試合に出場した。その一方で、同年7月7日に行われた1998 FIFAワールドカップ・南米予選のペルー代表戦を最後に出場機会を失ったが、本大会前にはクラブで好調を維持していたため、パサレラも代表複帰の可能性を口にしていたものの、代表入りを逃した。
その後、6年間にわたり代表から遠ざかっていたが、2002年2月に監督のマルセロ・ビエルサの下で代表復帰を果たし、ウェールズ代表とカメルーン代表との国際親善試合でプレーした。2002 FIFAワールドカップのメンバーにも選出されたが怪我のため出場機会はなく、グループリーグ第3戦のスウェーデン代表戦では試合中の判定を巡りベンチから抗議を行った際、主審のアリ・ブジサイムから退場処分を受けた。

## 代表歴

### 出場大会
- 1987年 - 2002年 アルゼンチン代表
  - 1987年 - コパ・アメリカ（4位）
  - 1989年 - コパ・アメリカ（3位）
  - 1990年 - ワールドカップ・イタリア大会 6試合2得点（準優勝）
  - 1991年 - コパ・アメリカ（優勝）
  - 1992年 - キング・ファハド・カップ（優勝）
  - 1994年 - ワールドカップ・アメリカ大会 3試合2得点（ベスト16）
  - 2002年 - ワールドカップ・日韓大会 出場なし（グループリーグ敗退）

### 試合数
- 国際Aマッチ 50試合 15得点（1987年-2002年）[26]

| アルゼンチン代表 | 国際Aマッチ | 国際Aマッチ |
| 年               | 出場        | 得点        |
| ---------------- | ----------- | ----------- |
| 1987             | 6           | 2           |
| 1988             | 3           | 1           |
| 1989             | 7           | 2           |
| 1990             | 10          | 3           |
| 1991             | 6           | 2           |
| 1992             | 5           | 1           |
| 1993             | 2           | 1           |
| 1994             | 6           | 3           |
| 1995             | 0           | 0           |
| 1996             | 3           | 0           |
| 1997             | 0           | 0           |
| 1998             | 0           | 0           |
| 1999             | 0           | 0           |
| 2000             | 0           | 0           |
| 2001             | 0           | 0           |
| 2002             | 2           | 0           |
| 通算             | 50          | 15          |